# Пурусханда

Пурусханда (Бурушханда) — один из древнейших хаттских городов-государств (княжеств) Малой Азии, существовал с конца 3-го тысячелетия до н. э., в начале 2-го тысячелетия до н. э. завоёван хеттами и присоединён к Хеттскому царству. Был расположен к югу от озера Туз — на границе современных областей Конья и Нигде.

## Название
В древнейших ассирийских текстах название пишется как māt Purušḫattim , и предполагается, что корень Puruš- имеет индоевропейское (т. е. лувийское) происхождение. Суффикс -ḫattim, скорее всего, относится к хаттам. В древнейших хеттских текстах (1650–1500 гг. до н. э.) оно транслитерировалось как Pu-ru-us-ha-an-da, а в более новых (XIII век до н. э.) — как Pu-u-ru-us-ha-an-da (или -ta), что привело к современному написанию Purušhanda. Вариативность первого согласного p/b происходит из аккадского языка, в котором название транслитерировалось по-разному: Puruš-haddum, Puruš-ḫattim, Buruš-haddum, Puruš-hadim, Puruš-handar.

## Общие сведения
Впервые упоминается в событиях датируемых ок. 2400 года до н. э., в легендарном рассказе о походе Саргона в Малую Азию, в каппадокийских хеттских письменах (найденных в Канише).
Среди древних городов-государств Малой Азии происходила борьба за политическую гегемонию. На первых порах верх взяла Пурусханда, правитель которой считался «великим царём» среди остальных правителей. Позднее же ситуация изменилась в пользу города-государства Куссара.
В начале XIX века до н. э. царь хеттов Питханас положил начало Хеттскому царству, со столицей в Куссаре.
В середине XIX века до н. э. хеттский царь Аниттас подчинил Пурусханду.
Опубликованный в 1922 году Э. Форрером «Текст Анитты» так описывает это событие: «Когда на город Пурусханду в поход я пошел, человек из города Пурусханды ко мне поклониться пришёл. Он мне железный трон и железный скипетр в знак покорности преподнес. Когда же обратно в город Несу я пошел, то человека из города Пурусханды с собой я привел. А когда в tunnakiššar он пойдет, тогда тот передо мной справа сядет.»